# Tarairiú
Tarairiú (Otxukayâna, Jandoim, Jandoin, Tarairyouw, Tarairüouw, Tarairiu, Otshukayana), pleme, jezik i istoimena izolirana jezična porodica iz istočno-Brazilske države Rio Grande do Norte. Tarairiú su nastavali Sertão da Capitania do Rio Grande, i dijele se na više plemena, to su: Jandui ili Otxukayâna; Ariú u središnjim predjelima države Paraíba i manja grupa između plemena Xukuru sjeveru i Kipeá-Kariri na jugu; Pega ili Pegas zapad Paraíbe; Canindé sjeveroistok Paraíbe; Genipapo; Paiacú ili Payaku, Ceara; Panati krajnji sjeverozapad Paraíbe i susjednoj Ceari; Caratiú (Karatiú); i Korêma ili Corema u Rio Grande do Norte i zapadna Paraíba. Ovim plemenima možda pripadaju i Ikó ili Icó i Icozinhos.